# Список кавалеров ордена «За заслуги перед Отечеством» за 1999 год

## Кавалеры ордена II степени
1. 31 марта 1999 года, № 393 — Покровский, Валентин Иванович — президент Российской академии медицинских наук
2. 12 апреля 1999 года, № 458 — Шумаков, Валерий Иванович — академик Российской академии наук, директор Научно-исследовательского института трансплантологии и искусственных органов, город Москва
3. 15 апреля 1999 года, № 478 — Пугачёва, Алла Борисовна — солистка общества «Лифо», город Москва
4. 18 апреля 1999 года, № 504 — Рахимов, Муртаза Губайдуллович — Президент Республики Башкортостан
5. 28 апреля 1999 года, № 531 — Астафьев, Виктор Петрович — писатель, Красноярский край
6. 9 мая 1999 года, № 571 — Палеев, Николай Романович — руководитель кардиопульмонологического отделения и кафедры терапии факультета усовершенствования врачей Московского областного научно-исследовательского клинического института имени М. Ф. Владимирского
7. 4 июня 1999 года, № 701 — Осипов, Юрий Сергеевич — академик, президент Российской академии наук
8. 10 июня 1999 года, № 725 — Зыкина, Людмила Георгиевна — художественный руководитель Государственного академического русского народного ансамбля «Россия», город Москва
9. 12 июня 1999 года, № 739 — Моисеев, Игорь Александрович — художественный руководитель Государственного академического ансамбля народного танца под руководством Игоря Моисеева, город Москва
10. 29 июня 1999 года, № 857 — Федермессер, Виталий Александрович — генеральный директор акционерного общества «Кондопога», Республика Карелия
11. 27 июля 1999 года, № 903 — Иванов, Игорь Сергеевич — министр иностранных дел Российской Федерации
12. 30 июля 1999 года, № 945 — Франценюк, Иван Васильевич — генеральный директор акционерного общества «Новолипецкий металлургический комбинат», Липецкая область
13. 7 сентября 1999 года, № 1173 — Кокин (Анненков) Николай Александрович — артист Государственного академического Малого театра России, город Москва
14. 10 сентября 1999 года, № 1215 — Осипьян, Юрий Андреевич — академик, директор Института физики твёрдого тела Российской академии наук, Московская область
15. 25 сентября 1999 года, № 1285 — Доллежаль, Николай Антонович — академик Российской академии наук, советник при дирекции Государственного предприятия «Научно-исследовательский и конструкторский институт энерготехники», город Москва
16. 22 ноября 1999 года, № 1561 — Авдеев, Сергей Васильевич — лётчик-космонавт, бортинженер
17. 3 декабря 1999 года, № 1593 — Позгалёв, Вячеслав Евгеньевич — губернатор Вологодской области
18. 7 декабря 1999 года, № 1612 — Прусак, Михаил Михайлович — губернатор Новгородской области
19. 27 декабря 1999 года, № 1705 — Пахмутова, Александра Николаевна — композитор, город Москва
20. 27 декабря 1999 года, № 1718 — Беляков, Ростислав Аполлосович — советник генерального конструктора государственного унитарного предприятия "Российская самолетостроительная корпорация «МиГ», город Москва
21. 30 декабря 1999 года, № 1744 — Архипова, Ирина Константиновна — президент Международного союза музыкальных деятелей, город Москва

## Кавалеры ордена III степени
1. 1 января 1999 года, № 1 — Герман (Гранин), Даниил Александрович — писатель, город Санкт-Петербург
2. 30 января 1999 года, № 162 — Максимова, Екатерина Сергеевна — старший педагог-репетитор театра «Кремлёвский балет» Государственного Кремлёвского дворца, город Москва
3. 9 февраля 1999 года, № 181 — Ибрагимбеков, Рустам Мамед Ибрагимович — кинодраматург, город Москва
4. 9 февраля 1999 года, № 182 — Шевченко, Владимир Николаевич — заместитель Руководителя Администрации Президента Российской Федерации — руководитель протокола Президента Российской Федерации
5. 15 февраля 1999 года, № 188 — Лопаткин, Николай Алексеевич — академик Российской академии медицинских наук, директор Научно-исследовательского института урологии, город Москва
6. 15 февраля 1999 года, № 189 — Хагажеев, Джонсон Талович — генеральный директор акционерного общества «Норильский горно-металлургический комбинат имени А. П. Завенягина»
7. 3 марта 1999 года, № 291 — Искандер, Фазиль Абдулович — писатель, город Москва
8. 7 марта 1999 года, № 320 — Полозкова (Скобликова) Лидия Павловна — шестикратная олимпийская чемпионка по конькобежному спорту, заслуженный мастер спорта, город Москва
9. 13 марта 1999 года, № 332 — Аксёненко, Николай Емельянович — министр путей сообщения Российской Федерации
10. 19 марта 1999 года, № 365 — Кулиджанов, Лев Александрович — кинорежиссёр-постановщик Центральной киностудии детских и юношеских фильмов имени М. Горького, город Москва
11. 22 марта 1999 года, № 377 — Сибирко, Вячеслав Георгиевич — директор государственного сельскохозяйственного предприятия «Племенной птицеводческий завод „Большевик“» Бобровского района Воронежской области
12. 1 апреля 1999 года, № 409 — Гапонов-Грехов, Андрей Викторович — академик, директор Института прикладной физики Российской академии наук, Нижегородская область
13. 2 апреля 1999 года, № 416 — Садовничий, Виктор Антонович — академик Российской академии наук, ректор Московского государственного университета имени М. В. Ломоносова
14. 5 апреля 1999 года, № 429 — Воронцов, Юлий Михайлович — чрезвычайный и полномочный посол Российской Федерации, город Москва
15. 5 апреля 1999 года, № 429 — Рыжов, Юрий Алексеевич — академик Российской академии наук, чрезвычайный и полномочный посол Российской Федерации, город Москва
16. 7 апреля 1999 года, № 437 — Матвиенко, Валентина Ивановна — Заместитель Председателя Правительства Российской Федерации
17. 12 апреля 1999 года, № 459 — Анодина, Татьяна Григорьевна — председатель Межгосударственного авиационного комитета, город Москва
18. 18 апреля 1999 года, № 503 — Гамзатов, Расул Гамзатович — писатель, член исполкома Международного сообщества писательских союзов, Республика Дагестан
19. 9 мая 1999 года, № 572 — Кочина, Пелагея Яковлевна — академик Российской академии наук, город Москва
20. 21 мая 1999 года, № 628 — Васильев, Борис Львович — писатель, город Москва
21. 26 мая 1999 года, № 672 — митрополит Санкт-Петербургский и Ладожский Владимир (Котляров Владимир Саввич) — постоянный член Священного синода Русской православной церкви
22. 4 июня 1999 года, № 701 — Алфёров, Жорес Иванович — академик, вице-президент Российской академии наук, председатель президиума Санкт-Петербургского научного центра
23. 4 июня 1999 года, № 701 — Андреев, Александр Фёдорович — академик, вице-президент Российской академии наук, директор Института физических проблем имени П. Л. Капицы
24. 4 июня 1999 года, № 701 — Еляков, Георгий Борисович — академик, вице-президент Российской академии наук, председатель Дальневосточного отделения, город Владивосток
25. 4 июня 1999 года, № 701 — Красовский, Николай Николаевич — академик, советник Российской академии наук, Свердловская область
26. 4 июня 1999 года, № 701 — Кудрявцев, Владимир Николаевич — академик, вице-президент Российской академии наук
27. 4 июня 1999 года, № 701 — Месяц, Геннадий Андреевич — академик, вице-президент Российской академии наук
28. 4 июня 1999 года, № 701 — Нефёдов, Олег Матвеевич — академик, вице-президент Российской академии наук
29. 4 июня 1999 года, № 701 — Петров, Рэм Викторович — академик, вице-президент Российской академии наук
30. 4 июня 1999 года, № 701 — Платэ, Николай Альфредович — академик, главный учёный секретарь Российской академии наук
31. 4 июня 1999 года, № 701 — Фортов, Владимир Евгеньевич — академик, вице-президент Российской академии наук
32. 15 июня 1999 года, № 761 — Дроздов, Сергей Григорьевич — директор Института полиомиелита и вирусных энцефалитов имени М. П. Чумакова, Московская область
33. 15 июня 1999 года, № 761 — Зборовский, Александр Борисович — директор Научно-исследовательского института клинической и экспериментальной ревматологии, город Волгоград
34. 17 июня 1999 года, № 763 — Образцова, Елена Васильевна — солистка оперы Государственного академического Большого театра России, город Москва
35. 17 июня 1999 года, № 764 — Залиханов, Михаил Чоккаевич — академик Российской академии наук, директор Высокогорного геофизического института Федеральной службы России по гидрометеорологии и мониторингу окружающей среды, Кабардино-Балкарская Республика
36. 17 июня 1999 года, № 766 — Борисов, Михаил Борисович — генеральный директор акционерного общества «Дулевский фарфор», Московская область
37. 18 июня 1999 года, № 796 — Брежнев, Владимир Аркадьевич — президент акционерного общества корпорации «Трансстрой», город Москва
38. 18 июня 1999 года, № 796 — Поткин, Владимир Иванович — начальник, главный конструктор государственного предприятия «Уральское конструкторское бюро транспортного машиностроения», Свердловская область (посмертно)
39. 18 июня 1999 года, № 796 — Соколовский, Михаил Иванович — генеральный конструктор и генеральный директор акционерного общества «Научно-производственное объединение „Искра“», Пермская область
40. 18 июня 1999 года, № 796 — Фролов, Константин Васильевич — академик Российской академии наук, директор Института машиноведения имени А. А. Благонравова, город Москва
41. 28 июня 1999 года, № 841 — Калинин, Николай Николаевич — художественный руководитель, главный дирижер Национального академического оркестра народных инструментов России имени Н. П. Осипова
42. 1 июля 1999 года, № 861 — генерал армии Колесников, Михаил Петрович — председатель Государственной технической комиссии при Президенте Российской Федерации
43. 1 июля 1999 года, № 862 — Нагибин, Михаил Васильевич — генеральный директор акционерного общества «Роствертол», Ростовская область
44. 15 июля 1999 года, № 891 — Эсамбаев, Махмуд Алисултанович — президент Международного союза деятелей эстрадного искусства, город Москва
45. 20 июля 1999 года, № 894 — Лиознова, Татьяна Михайловна — кинорежиссёр-постановщик Центральной киностудии детских и юношеских фильмов имени М. Горького, город Москва
46. 29 июля 1999 года, № 912 — Ильюшин, Владимир Сергеевич — заместитель главного конструктора акционерного общества «ОКБ Сухого»
47. 29 июля 1999 года, № 912 — Пугачёв, Виктор Георгиевич — заместитель главного конструктора акционерного общества «ОКБ Сухого»
48. 30 июля 1999 года, № 935 — Стриженов, Олег Александрович — актёр Государственного театра киноактёра, город Москва
49. 9 августа 1999 года, № 1019 — Спиваков, Владимир Теодорович — художественный руководитель — главный дирижёр Государственного камерного оркестра «Виртуозы Москвы»
50. 10 августа 1999 года, № 1029 — Бовин, Александр Евгеньевич — политический обозреватель акционерного общества "Редакция газеты «Известия», город Москва
51. 31 августа 1999 года, № 1135 — Аврорин, Евгений Николаевич — академик Российской академии наук, научный руководитель Российского федерального ядерного центра — Всероссийского научно-исследовательского института технической физики, Челябинская область
52. 3 сентября 1999 года, № 1149 — Малышев, Юрий Николаевич — член-корреспондент Российской академии наук, президент организации «Горнопромышленники России», город Москва
53. 6 сентября 1999 года, № 1169 — Роднина, Ирина Константиновна — президент общества «Ледовый клуб Ирины Родниной», город Москва
54. 10 сентября 1999 года, № 1203 — Кваша, Николай Иосифович — генеральный директор, генеральный конструктор акционерного общества "Центральное конструкторское бюро «Лазурит», Нижегородская область
55. 10 сентября 1999 года, № 1215 — Кабанов, Виктор Александрович — академик-секретарь отделения Российской академии наук, город Москва
56. 10 сентября 1999 года, № 1215 — Халатников, Исаак Маркович — академик, почетный директор Института теоретической физики имени Л. Д. Ландау Российской академии наук, Московская область
57. 10 сентября 1999 года, № 1217 — Трифонов, Михаил Степанович — директор сельскохозяйственного акционерного общества «Сергиевское» Коломенского района Московской области
58. 14 сентября 1999 года, № 1229 — Лавёров, Николай Павлович — академик, вице-президент Российской академии наук, директор Института геологии рудных месторождений, петрографии, минералогии и геохимии, город Москва
59. 30 сентября 1999 года, № 1322 — Бокерия, Леонид Антонович — директор Научного центра сердечно-сосудистой хирургии имени А. Н. Бакулева и Института кардиохирургии имени В. И. Бураковского Российской академии медицинских наук, город Москва
60. 30 сентября 1999 года, № 1322 — Соколов, Евгений Иванович — ректор Московского государственного медико-стоматологического университета
61. 18 октября 1999 года, № 1387 — Говоров, Владимир Леонидович — председатель комитета Общероссийской общественной организации ветеранов войны и военной службы
62. 20 октября 1999 года, № 1401 — Литвинов, Борис Васильевич[1], академик Российской академии наук, заместитель научного руководителя — начальник лаборатории Российского федерального ядерного центра — Всероссийского научно-исследовательского института технической физики, Челябинская область
63. 22 октября 1999 года, № 1415 — Бунич, Павел Григорьевич — член-корреспондент Российской академии наук, председатель Комитета Государственной думы Федерального собрания Российской Федерации по собственности, приватизации и хозяйственной деятельности
64. 23 октября 1999 года, № 1425 — Плучек, Валентин Николаевич — художественный руководитель Московского академического театра сатиры
65. 25 октября 1999 года, № 1434 — Коршунов, Виктор Иванович — генеральный директор, артист Государственного академического Малого театра России
66. 25 октября 1999 года, № 1434 — Соломин, Юрий Мефодьевич — художественный руководитель, артист Государственного академического Малого театра России
67. 26 октября 1999 года, № 1444 — Кац, Арнольд Михайлович — художественный руководитель и главный дирижёр академического симфонического оркестра Новосибирской филармонии
68. 26 октября 1999 года, № 1445 — Носов, Валерий Борисович — генеральный директор акционерного Московского общества «Завод имени И. А. Лихачева» (АМО ЗИЛ)
69. 31 октября 1999 года, № 1461 — Лопухин, Юрий Михайлович — директор Научно-исследовательского института физико-химической медицины, город Москва
70. 16 ноября 1999 года, № 1537 — Боровик, Генрих Авиэзерович — журналист, город Москва
71. 22 ноября 1999 года, № 1557 — Володин, Александр Моисеевич — драматург, город Санкт-Петербург
72. 22 ноября 1999 года, № 1557 — Мыльников, Андрей Андреевич — вице-президент Российской академии художеств, профессор Санкт-Петербургского государственного академического института живописи, скульптуры и архитектуры имени И. Е. Репина
73. 22 ноября 1999 года, № 1558 — Меркушов, Анатолий Егорович — заместитель Председателя Верховного суда Российской Федерации
74. 22 ноября 1999 года, № 1561 — полковник Афанасьев, Виктор Михайлович — лётчик-космонавт, командир экипажа
75. 4 декабря 1999 года, № 1596 — Устинов, Владимир Васильевич — исполняющий обязанности Генерального прокурора Российской Федерации
76. 6 декабря 1999 года, № 1602 — Болотников, Пётр Григорьевич — советник председателя Центрального совета Международного физкультурно-спортивного общества «Спартак» имени Н. П. Старостина
77. 22 декабря 1999 года, № 1700 — Гуляев, Юрий Васильевич — академик, директор Института радиотехники и электроники, член президиума Российской академии наук, город Москва
78. 27 декабря 1999 года, № 1711 — Басин, Ефим Владимирович — первый вице-президент акционерного общества "Корпорация «Трансстрой», город Москва
79. 27 декабря 1999 года, № 1718 — Матюк, Николай Захарович — главный конструктор государственного унитарного предприятия "Российская самолетостроительная корпорация «МиГ», город Москва

## Кавалеры ордена IV степени
1. 6 января 1999 года, № 20 — Балакшин, Павел Николаевич — глава муниципального образования, мэр города Архангельска
2. 6 января 1999 года, № 20 — Стамбульчик, Александр Львович — генеральный директор акционерного общества «Строительно-монтажное управление № 3», Свердловская область
3. 6 января 1999 года, № 26 — Комов, Николай Васильевич — первый заместитель председателя Государственного земельного комитета Российской Федерации
4. 6 января 1999 года, № 27 — Коняев, Александр Михайлович — генеральный директор акционерного общества «Ульяновский сахарный завод», Ульяновская область
5. 6 января 1999 года, № 27 — Подкопалов, Борис Алексеевич — генеральный директор государственного предприятия совхоза «Пермский», Пермская область
6. 6 января 1999 года, № 27 — Саркисов, Арутюн Христофорович — академик Российской академии сельскохозяйственных наук, советник при дирекции Всероссийского научно-исследовательского института экспериментальной ветеринарии имени Я. Р. Коваленко, город Москва
7. 6 января 1999 года, № 27 — Чернышов, Михаил Егорович — председатель товарищества «Сюзюмское» Сосновоборского района Пензенской области
8. 7 января 1999 года, № 30 — Цикалюк, Сергей Алексеевич — генеральный директор Группы Военно-страховой компании, г. Москва
9. 7 января 1999 года, № 31 — Гетманцев, Виктор Стефанович — генеральный директор акционерного общества «Химический завод имени П. Л. Войкова», город Москва
10. 8 января 1999 года, № 37 — Агеевец, Владимир Ульянович — ректор Санкт-Петербургской государственной академии физической культуры имени П. Ф. Лесгафта
11. 22 января 1999 года, № 102 — Городовская, Вера Николаевна — композитор, член художественного совета Национального академического оркестра народных инструментов России имени Н. П. Осипова, город Москва
12. 22 января 1999 года, № 103 — Старовойтов, Василий Степанович — консультант по подготовке научных кадров Всероссийского научно-исследовательского института транспортного машиностроения, город Санкт-Петербург
13. 26 января 1999 года, № 133 — Пантелеев, Владимир Сергеевич — председатель комитета по физической культуре, спорту и туризму администрации Московской области
14. 16 февраля 1999 года, № 192 — Наздратенко, Евгений Иванович — губернатор Приморского края
15. 2 марта 1999 года, № 272 — Ишаев, Виктор Иванович — глава администрации Хабаровского края
16. 3 марта 1999 года, № 288 — Бабичев, Виктор Ильич — главный конструктор по направлению, начальник отделения Государственного предприятия «Конструкторское бюро приборостроения», Тульская область
17. 3 марта 1999 года, № 288 — Глухих, Василий Андреевич — директор Государственного предприятия «Научно-исследовательский институт электрофизической аппаратуры имени Д. В. Ефремова», город Санкт-Петербург
18. 3 марта 1999 года, № 288 — Олеванов, Виктор Павлович — генеральный директор Государственного производственного объединения «Салют», город Москва
19. 3 марта 1999 года, № 289 — Емельянов, Станислав Васильевич — академик Российской академии наук, академик-секретарь Отделения информатики, вычислительной техники и автоматизации Российской академии наук, город Москва
20. 3 марта 1999 года, № 289 — Турпаев, Тигран Мелькумович — академик Российской академии наук, советник Российской академии наук, город Москва
21. 3 марта 1999 года, № 290 — Александров, Анатолий Михайлович — регулировщик радиоэлектронной аппаратуры и приборов акционерного общества "Завод «Компонент», город Москва
22. 4 марта 1999 года, № 310 — Иващенко, Валентина Васильевна — генеральный директор акционерного общества «Новозыбковская швейная фабрика», Брянская область
23. 4 марта 1999 года, № 310 — Сухоросов, Юрий Леонидович — генеральный директор, главный конструктор акционерного общества "Научно-производственное предприятие «Аэросила», Московская область
24. 4 марта 1999 года, № 312 — Бутковский, Вячеслав Аронович — генеральный директор акционерного общества «Институт перерабатывающей промышленности», город Москва
25. 4 марта 1999 года, № 312 — Зехов, Хазретбий Хаджисуфович — заведующий молочно-товарной фермой колхоза «Кошехабль», Республика Адыгея
26. 4 марта 1999 года, № 312 — Паплевченков, Иван Михайлович — председатель колхоза «Красный путиловец» Кашинского района Тверской области
27. 4 марта 1999 года, № 312 — Тарабрина, Валентина Андреевна — директор совхоза «Тепличный» государственного учреждения "Агропромышленный комбинат «Свияга», Ульяновская область
28. 4 марта 1999 года, № 318 — Орлов, Наум Юрьевич — художественный руководитель Челябинского государственного академического театра драмы имени С. Цвиллинга
29. 7 марта 1999 года, № 319 — Курбанов, Саид Джамалович — глава администрации Дербентского района Республики Дагестан
30. 9 марта 1999 года, № 325 — Баймашева, Тамара Ивановна — генеральный директор акционерного общества «Иркутский масложировой комбинат», Иркутская область
31. 9 марта 1999 года, № 325 — Вернер, Виталий Дмитриевич — главный конструктор научного центра Московского государственного института электронной техники (технического университета)
32. 9 марта 1999 года, № 325 — Сулейманов, Рим Султанович — генеральный директор предприятия "Уренгойское производственное объединение имени С. А. Оруджева «Уренгойгазпром», Ямало-Ненецкий автономный округ
33. 9 марта 1999 года, № 325 — Тульников, Анатолий Андреевич — генеральный директор общества «Лукойл-ПЕРМНЕФТЬ», Пермская область
34. 15 марта 1999 года, № 341 — Зубкова, Надежда Егоровна — генеральный директор акционерного общества "Мясокомбинат «Данковский», Липецкая область
35. 15 марта 1999 года, № 342 — Митин, Борис Сергеевич — ректор Российского государственного технологического университета имени К. Э. Циолковского «МАТИ», город Москва
36. 15 марта 1999 года, № 345 — Зайченко, Александр Михайлович — генеральный директор акционерного общества «Русьхлеб», Ярославская область
37. 15 марта 1999 года, № 345 — Корякин, Леонид Иванович — председатель сельскохозяйственного производственного кооператива колхоза «Красный Октябрь» Куменского района Кировской области
38. 15 марта 1999 года, № 345 — Эрнст, Лев Константинович — академик, вице-президент Российской академии сельскохозяйственных наук, город Москва
39. 16 марта 1999 года, № 357 — Волошин, Эдуард Максимович — генеральный директор акционерного общества «Союзлифтмонтаж», город Москва
40. 16 марта 1999 года, № 357 — Лыков, Геннадий Дмитриевич — генеральный директор строительно-промышленного акционерного общества «Сибакадемстрой», Новосибирская область
41. 16 марта 1999 года, № 357 — Шумейко, Виктор Иванович — ректор Ростовского государственного строительного университета, Ростовская область
42. 22 марта 1999 года, № 377 — Бельков, Пётр Степанович — директор акционерного общества "Птицефабрика «Чайковская», Пермская область
43. 22 марта 1999 года, № 377 — Еремеев, Николай Дмитриевич — директор товарищества «15 лет Октября» Лебедянского района Липецкой области
44. 22 марта 1999 года, № 377 — Кряжков, Валентин Митрофанович — академик Российской академии сельскохозяйственных наук, директор Всероссийского научно-исследовательского института механизации сельского хозяйства, город Москва
45. 22 марта 1999 года, № 377 — Лобус, Георгий Константинович — директор товарищества «Красный Октябрь» Стародубского района Брянской области
46. 22 марта 1999 года, № 378 — Окрепилов, Владимир Валентинович — генеральный директор Центра испытаний и сертификации — С.-Петербург (Тест С.-Петербург), город Санкт-Петербург
47. 22 марта 1999 года, № 378 — Хандорин, Геннадий Петрович — генеральный директор Сибирского химического комбината, Томская область
48. 22 марта 1999 года, № 378 — Айзатулов, Рафик Сабирович — директор акционерного общества «Западно-Сибирский металлургический комбинат», Кемеровская область
49. 22 марта 1999 года, № 379 — Дулов, Виктор Георгиевич — член-корреспондент Российской академии наук, заведующий кафедрой Санкт-Петербургского государственного университета
50. 31 марта 1999 года, № 394 — Васильев, Анатолий Борисович — председатель Российского профсоюза железнодорожников и транспортных строителей, город Москва
51. 1 апреля 1999 года, № 409 — Гриценко, Александр Иванович — генеральный директор Всероссийского научно-исследовательского института природных газов и газовых технологий, Московская область
52. 1 апреля 1999 года, № 410 — Рузанов, Роберт Николаевич — Торговый представитель Российской Федерации в Японии
53. 1 апреля 1999 года, № 410 — Юдушкин, Станислав Маркович — заместитель министра юстиции Российской Федерации
54. 1 апреля 1999 года, № 410 — Матвеев, Лев Павлович — заведующий кафедрой Российской государственной академии физической культуры, город Москва
55. 1 апреля 1999 года, № 411 — Подьякова, Татьяна Сергеевна — главный врач государственного учреждения здравоохранения «Архангельский областной клинический онкологический диспансер»
56. 5 апреля 1999 года, № 425 — Рудаков, Николай Иванович — машинист бульдозера строительно-промышленного акционерного общества «Химстрой», Томская область
57. 5 апреля 1999 года, № 431 — Воронков, Михаил Григорьевич — академик, советник Российской академии наук, город Иркутск
58. 13 апреля 1999 года, № 469 — Вилинбахов, Георгий Вадимович — государственный герольдмейстер, первый заместитель директора Государственного Эрмитажа, город Санкт-Петербург
59. 13 апреля 1999 года, № 470 — Радутная, Нонна Викторовна — заведующая кафедрой Российской правовой академии, город Москва
60. 13 апреля 1999 года, № 471 — Исхаков, Камиль Шамильевич — глава администрации города Казани, Республика Татарстан
61. 18 апреля 1999 года, № 505 — Гундров, Виктор Павлович — директор опытно-производственного хозяйства «Красный горняк» Грязинского района Липецкой области
62. 18 апреля 1999 года, № 505 — Леонидов, Виктор Григорьевич — директор государственного предприятия "Птицефабрика «Курская», Курская область
63. 18 апреля 1999 года, № 505 — Рогожкин, Владимир Алексеевич — директор подсобного сельского хозяйства «Манчажский» Артинского района Свердловской области
64. 18 апреля 1999 года, № 505 — Степанов, Владимир Иванович — ректор Донского государственного аграрного университета, Ростовская область
65. 26 апреля 1999 года, № 528 — Бочкарёв, Василий Кузьмич — губернатор, председатель правительства Пензенской области
66. 28 апреля 1999 года, № 534 — архиепископ Ювеналий (Тарасов Спиридон Алексеевич) — управляющий Курской епархией
67. 7 мая 1999 года, № 562 — Маматов, Виктор Фёдорович — руководитель рабочей группы «Нагано-98» Олимпийского комитета России
68. 17 мая 1999 года, № 593 — Тёмкин, Наум Ефимович — заместитель генерального директора акционерного общества «Северсталь», Вологодская область
69. 17 мая 1999 года, № 595 — Дражнюк, Александр Александрович — руководитель Федеральной службы геодезии и картографии России
70. 17 мая 1999 года, № 595 — Русаков, Юрий Андреевич — директор Уральского регионального производственного центра геоинформации «Уралгеоинформ», Свердловская область
71. 21 мая 1999 года, № 627 — Кнутарев, Анатолий Петрович — генеральный директор Уральского электрохимического комбината (Свердловская область)
72. 21 мая 1999 года, № 627 — Новиков, Анатолий Александрович — генеральный директор общества «Лукойл-Нижневолжскнефть» (Волгоградская область)
73. 21 мая 1999 года, № 635 — Гусев, Евгений Иванович — академик-секретарь отделения клинической медицины Российской академии медицинских наук, заведующий кафедрой Российского государственного медицинского университета, город Москва
74. 21 мая 1999 года, № 635 — Краснов, Михаил Михайлович — директор Научно-исследовательского института глазных болезней, город Москва
75. 4 июня 1999 года, № 701 — Арнольд, Владимир Игоревич — академик, главный научный сотрудник Математического института имени В. А. Стеклова, город Москва
76. 4 июня 1999 года, № 701 — Белоцерковский, Олег Михайлович — академик, директор Института автоматизации проектирования, город Москва
77. 4 июня 1999 года, № 701 — Бехтерева, Наталья Петровна — академик, научный руководитель Института мозга человека, город Санкт-Петербург
78. 4 июня 1999 года, № 701 — Большаков, Владимир Николаевич — академик, директор Института экологии растений и животных Уральского отделения, Свердловская область
79. 4 июня 1999 года, № 701 — Гительзон, Иосиф Исаевич — академик, советник РАН, Красноярский край
80. 4 июня 1999 года, № 701 — Журавлёв, Юрий Иванович — академик, заместитель директора вычислительного центра
81. 4 июня 1999 года, № 701 — Израэль, Юрий Антониевич — академик, академик-секретарь Отделения океанологии, физики атмосферы и географии, город Москва
82. 4 июня 1999 года, № 701 — Келдыш, Леонид Вениаминович — академик, советник РАН, город Москва
83. 4 июня 1999 года, № 701 — Крохин, Олег Николаевич — член-корреспондент РАН, директор Физического института имени П. Н. Лебедева, город Москва
84. 4 июня 1999 года, № 701 — Мищенко, Евгений Фролович — академик, советник РАН, город Москва
85. 4 июня 1999 года, № 701 — Молин, Юрий Николаевич — академик, заведующий лабораторией Института химической кинетики и горения Сибирского отделения, город Новосибирск
86. 4 июня 1999 года, № 701 — Накоряков, Владимир Елиферьевич — академик, заведующий отделом Института теплофизики имени С. С. Кутателадзе Сибирского отделения, город Новосибирск
87. 4 июня 1999 года, № 701 — Наточин, Юрий Викторович — академик, академик-секретарь Отделения физиологии, город Санкт-Петербург
88. 4 июня 1999 года, № 701 — Рундквист, Дмитрий Васильевич — академик, академик-секретарь Отделения геологии, геофизики, геохимии и горных наук, город Москва
89. 4 июня 1999 года, № 701 — Спирин, Александр Сергеевич — академик, директор Института белка, Московская область
90. 4 июня 1999 года, № 701 — Фаддеев, Людвиг Дмитриевич — академик, директор Санкт-Петербургского отделения Математического института имени В. А. Стеклова
91. 4 июня 1999 года, № 701 — Шумный, Владимир Константинович — академик, директор Института цитологии и генетики Сибирского отделения, город Новосибирск
92. 12 июня 1999 года, № 736 — Бикбавов, Равиль Ахметович — начальник Омского отделения Западно-Сибирской железной дороги
93. 12 июня 1999 года, № 738 — Гриценко, Николай Николаевич — ректор Академии труда и социальных отношений, город Москва
94. 15 июня 1999 года, № 754 — Смирнова, Айсидора Арнольдовна — генеральный директор акционерного общества "Торговая фирма «Мосэкспо», город Москва
95. 15 июня 1999 года, № 761 — Бедило, Виталий Яковлевич — заведующий кафедрой Архангельской государственной медицинской академии
96. 15 июня 1999 года, № 761 — Левин, Марк Миронович — врач Смоленского областного кожно-венерологического диспансера
97. 15 июня 1999 года, № 762 — Дьяконенко, Иван Григорьевич — председатель правления акционерного общества агрофирмы-племзавода «Нива» Каневского района Краснодарского края
98. 15 июня 1999 года, № 762 — Мамров, Василий Яковлевич — председатель колхоза-племзавода имени Максима Горького Ленинского района Московской области
99. 15 июня 1999 года, № 762 — Сирота, Михаил Макарович — директор птицефабрики «Молодёжная» Первомайского района Алтайского края
100. 15 июня 1999 года, № 762 — Туников, Геннадий Михайлович — ректор Рязанской государственной сельскохозяйственной академии имени профессора П. А. Костычева
101. 17 июня 1999 года, № 781 — Кочурин, Николай Николаевич — заместитель Главы Республики Коми, постоянный представитель Республики Коми при Президенте Российской Федерации
102. 17 июня 1999 года, № 782 — Товмасян, Георгий Григорьевич — генеральный директор акционерного общества «Подольский кабельный завод», Московская область
103. 17 июня 1999 года, № 782 — Хмелинин, Юрий Тихонович — фрезеровщик научно-производственного предприятия «Салют М» акционерного общества «Мотовилихинские заводы», Пермская область
104. 17 июня 1999 года, № 786 — Кандинский, Алексей Иванович — профессор Московской государственной консерватории имени П. И. Чайковского
105. 17 июня 1999 года, № 786 — Туликов, Серафим Сергеевич — композитор, город Москва
106. 17 июня 1999 года, № 787 — Крыжановский, Георгий Алексеевич — ректор Академии гражданской авиации, город Санкт-Петербург
107. 17 июня 1999 года, № 787 — Пысенок, Владимир Григорьевич — командир государственного авиационного предприятия «Нижневартовское авиапредприятие», Ханты-Мансийский автономный округ
108. 18 июня 1999 года, № 796 — Шмидт, Валерий Иосифович — начальник управления по строительству мостов акционерного общества корпорации «Трансстрой», город Москва
109. 24 июня 1999 года, № 815 — Елгаев, Сергей Григорьевич — первый заместитель генерального директора, главный инженер акционерного общества «Трансинжстрой», город Москва
110. 28 июня 1999 года, № 838 — Волков, Николай Михайлович — губернатор, председатель правительства Еврейской автономной области
111. 28 июня 1999 года, № 840 — Поленов, Фёдор Дмитриевич — главный хранитель Государственного мемориального историко-художественного и природного музея-заповедника В. Д. Поленова, Тульская область
112. 28 июня 1999 года, № 841 — Тихонов, Анатолий Васильевич — концертмейстер группы балалаек Национального академического оркестра народных инструментов России имени Н. П. Осипова
113. 1 июля 1999 года, № 862 — Рюмин, Валерий Викторович — заместитель генерального конструктора, руководитель научно-технического центра Ракетно-космической корпорации «Энергия» имени С. П. Королева, Московская область
114. 1 июля 1999 года, № 862 — Семёнов, Николай Дмитриевич — главный инженер государственного предприятия "Производственное объединение «Октябрь», Свердловская область
115. 5 июля 1999 года, № 872 — Дзюбенко, Александр Михайлович — директор муниципального предприятия "Племсовхоз «Большевик», Республика Карелия
116. 5 июля 1999 года, № 872 — Клиндюк, Анатолий Михайлович — директор государственного предприятия учебно-опытного хозяйства Тюменской государственной сельскохозяйственной академии
117. 5 июля 1999 года, № 872 — Ткачук, Лаврентий Ефимович — директор акционерного общества "Племсельхозпредприятие «Разлив» Кетовского района Курганской области
118. 6 июля 1999 года, № 877 — Третьяков, Александр Дмитриевич — заместитель директора Всероссийского государственного научно-исследовательского института контроля, стандартизации и сертификации ветеринарных препаратов, город Москва
119. 6 июля 1999 года, № 877 — Любовский, Марк Исаакович — директор общества «Вирма», Республика Карелия
120. 6 июля 1999 года, № 878 — Крюков, Владимир Дмитриевич — директор государственного предприятия «Полярная морская геолого-разведочная экспедиция», город Санкт-Петербург
121. 29 июля 1999 года, № 912 — Авраменко, Владимир Николаевич — заместитель директора экспортной программы акционерного общества «ОКБ Сухого»
122. 30 июля 1999 года, № 928 — Мальгин, Николай Алексеевич — начальник автотранспортного цеха акционерного общества «Липецкцемент»
123. 30 июля 1999 года, № 933 — Пальцев, Михаил Александрович — академик Российской академии наук, ректор Московской медицинской академии имени И. М. Сеченова
124. 30 июля 1999 года, № 933 — Саркисов, Донат Семёнович — главный учёный секретарь президиума Российской академии медицинских наук, главный научный сотрудник Института хирургии имени А. В. Вишневского, город Москва
125. 30 июля 1999 года, № 939 — Васильев, Юрий Сергеевич — член-корреспондент Российской академии наук, президент Санкт-Петербургского государственного технического университета
126. 30 июля 1999 года, № 939 — Захаров, Владимир Евгеньевич — академик, директор Института теоретической физики имени Л. Д. Ландау Российской академии наук, Московская область
127. 30 июля 1999 года, № 939 — Похолков, Юрий Петрович — доктор технических наук, профессор, ректор Томского политехнического университета
128. 30 июля 1999 года, № 942 — Костюков, Валентин Ефимович — директор Научно-исследовательского института измерительных систем имени Ю. Е. Седакова, Нижегородская область
129. 30 июля 1999 года, № 942 — Эктов, Василий Петрович — генеральный директор, главный конструктор акционерного общества «Долгопрудненское научно-производственное предприятие», Московская область
130. 30 июля 1999 года, № 945 — Анциферов, Владимир Никитович — директор Научно-исследовательского института проблем порошковой технологии и покрытий в составе Республиканского инженерно-технического центра порошковой металлургии при Пермском государственном техническом университете
131. 30 июля 1999 года, № 945 — Борин, Борис Фёдорович — генеральный директор акционерного общества «Электросталь», Московская область
132. 30 июля 1999 года, № 945 — Мокеичев, Александр Фёдорович — генеральный директор акционерного общества «Кировский завод по обработке цветных металлов», Кировская область
133. 2 августа 1999 года, № 956 — Кузяков, Виктор Степанович — директор государственного предприятия издательства «Изобразительное искусство», город Москва
134. 3 августа 1999 года, № 981 — Балашов, Борис Иванович — министр поддержки производителей Московской области
135. 3 августа 1999 года, № 981 — Гладышев, Александр Георгиевич — глава Одинцовского района Московской области
136. 3 августа 1999 года, № 981 — Мариничев, Юрий Михайлович — председатель совета Московского регионального союза потребительской кооперации
137. 3 августа 1999 года, № 981 — Молчанов, Вячеслав Александрович — директор сельскохозяйственного производственного кооператива «Спартак» Шатурского района Московской области
138. 3 августа 1999 года, № 981 — Оганесян, Юрий Цолакович — научный руководитель лаборатории ядерных реакций Объединённого института ядерных исследований, город Дубна
139. 10 августа 1999 года, № 1028 — Назарчук, Александр Григорьевич — председатель Алтайского краевого Законодательного собрания
140. 10 августа 1999 года, № 1031 — Бережков, Вячеслав Александрович — генеральный директор акционерного общества — холдинговой компании «Коломенский завод», Московская область
141. 10 августа 1999 года, № 1031 — Егоренков, Анатолий Андреевич — генеральный директор акционерного общества «Трансмаш», город Москва
142. 10 августа 1999 года, № 1031 — Харитонов, Виктор Фёдорович — генеральный директор акционерного общества «Муромтепловоз», Владимирская область
143. 12 августа 1999 года, № 1033 — Шмаков, Михаил Викторович — председатель Федерации независимых профсоюзов России
144. 13 августа 1999 года, № 1045 — Терехов, Вячеслав Константинович — первый заместитель генерального директора акционерного общества «Интерфакс», город Москва
145. 13 августа 1999 года, № 1046 — Тихомиров, Владислав Николаевич — глава администрации Ивановской области
146. 16 августа 1999 года, № 1048 — Матвеенко, Александр Макарович — ректор Московского государственного авиационного института (технического университета), город Москва
147. 16 августа 1999 года, № 1050 — Фрайман, Григорий Борисович — генеральный директор акционерного общества «Ленинградсланец», Ленинградская область
148. 20 августа 1999 года, № 1098 — Алёшин, Владимир Владимирович — генеральный директор акционерного общества «Лужники», город Москва
149. 31 августа 1999 года, № 1135 — Карабаш, Алексей Георгиевич — ведущий научный сотрудник, консультант Государственного научного центра Российской Федерации — Физико-энергетического института имени академика А. И. Лейпунского, Калужская область
150. 3 сентября 1999 года, № 1147 — Игнатенко, Виталий Никитич — генеральный директор Информационного телеграфного агентства России
151. 3 сентября 1999 года, № 1155 — Видяпин, Виталий Иванович — президент Российской экономической академии имени Г. В. Плеханова, город Москва
152. 3 сентября 1999 года, № 1155 — Коротков, Николай Васильевич — генеральный директор акционерного общества «Хохломская роспись», Нижегородская область
153. 4 сентября 1999 года, № 1163 — Ургант, Нина Николаевна — артистка Российского академического театра драмы имени А. С. Пушкина, город Санкт-Петербург
154. 6 сентября 1999 года, № 1170 — Кундиренко, Серафима Георгиевна — заслуженный мастер спорта, заслуженный тренер, город Москва
155. 6 сентября 1999 года, № 1170 — Свиридова, Валентина Иосифовна — заслуженный мастер спорта, город Москва
156. 6 сентября 1999 года, № 1170 — Эйнгорн, Анатолий Николаевич — заслуженный мастер спорта, заслуженный тренер, город Санкт-Петербург
157. 6 сентября 1999 года, № 1171 — Юрьева, Изабелла Даниловна — певица, город Москва
158. 6 сентября 1999 года, № 1172 — Жданов, Юрий Андреевич — председатель Северо-Кавказского научного центра высшей школы
159. 6 сентября 1999 года, № 1172 — Орлов, Владимир Иванович — директор Ростовского научно-исследовательского института акушерства и педиатрии
160. 6 сентября 1999 года, № 1172 — Рыжкин, Анатолий Андреевич — ректор Донского государственного технического университета
161. 10 сентября 1999 года, № 1203 — Сорокин, Алексей Кузьмич — заместитель генерального директора акционерного общества «Северский трубный завод», Свердловская область
162. 10 сентября 1999 года, № 1203 — Шитарев, Игорь Леонидович — генеральный директор акционерного общества «Моторостроитель», Самарская область
163. 10 сентября 1999 года, № 1209 — Меньшов, Владимир Валентинович — режиссёр-постановщик киноконцерна «Мосфильм», город Москва
164. 10 сентября 1999 года, № 1213 — Шахматов, Юрий Алексеевич — генеральный директор акционерного общества «Холдинговая компания Средуралмебель», Свердловская область
165. 10 сентября 1999 года, № 1214 — Бабаскин, Василий Викторович — генеральный директор государственного авиационного предприятия «Кавминводыавиа», Ставропольский край
166. 10 сентября 1999 года, № 1215 — Будыко, Михаил Иванович — академик, главный научный сотрудник, заведующий отделом Государственного гидрологического института Федеральной службы России по гидрометеорологии и мониторингу окружающей среды, город Санкт-Петербург
167. 10 сентября 1999 года, № 1215 — Быков, Олег Николаевич — член-корреспондент, советник Российской академии наук, город Москва
168. 10 сентября 1999 года, № 1215 — Гамзатов, Гаджи Гамзатович — член-корреспондент, директор Института языка, литературы и искусства имени Г. Цадасы Дагестанского научного центра Российской академии наук
169. 10 сентября 1999 года, № 1215 — Глебов, Игорь Алексеевич — академик, научный руководитель Института проблем электрофизики Российской академии наук, город Санкт-Петербург
170. 10 сентября 1999 года, № 1215 — Жерлаков, Александр Васильевич — начальник кафедры Государственной морской академии имени адмирала С. О. Макарова, город Санкт-Петербург
171. 10 сентября 1999 года, № 1215 — Микаэлян, Андрей Леонович — академик, директор Института оптико-нейронных технологий Российской академии наук, город Москва
172. 10 сентября 1999 года, № 1215 — Ржанов, Анатолий Васильевич — академик, почетный директор Института физики полупроводников в составе Объединённого института физики полупроводников Сибирского отделения Российской академии наук, город Новосибирск
173. 10 сентября 1999 года, № 1215 — Татаринов, Леонид Петрович — академик, советник Российской академии наук, город Москва
174. 10 сентября 1999 года, № 1215 — Туров, Евгений Акимович — член-корреспондент, главный научный сотрудник Института физики металлов Уральского отделения Российской академии наук, Свердловская область
175. 10 сентября 1999 года, № 1217 — Гордеев, Вячеслав Михайлович — художественный руководитель Московского областного государственного театра «Русский балет»
176. 10 сентября 1999 года, № 1217 — Лябин, Василий Васильевич — министр правительства Московской области, начальник главного управления здравоохранения Московской области
177. 10 сентября 1999 года, № 1217 — Сыроежкин, Владимир Николаевич — президент акционерного общества «Электрогорскмебель», город Электрогорск
178. 14 сентября 1999 года, № 1229 — Георгиев, Георгий Павлович — академик, директор Института биологии гена Российской академии наук, город Москва
179. 14 сентября 1999 года, № 1229 — Лаврентьев, Михаил Михайлович — академик, директор Института математики имени С. Л. Соболева Сибирского отделения Российской академии наук, Новосибирская область
180. 14 сентября 1999 года, № 1229 — Оныкий, Борис Николаевич — ректор Московского государственного инженерно-физического института (технического университета)
181. 14 сентября 1999 года, № 1229 — Парийский, Юрий Николаевич — академик, главный научный сотрудник Специальной астрофизической обсерватории Российской академии наук, Карачаево-Черкесская Республика
182. 14 сентября 1999 года, № 1229 — Титов, Владимир Михайлович — академик, генеральный директор Объединённого института гидродинамики Сибирского отделения Российской академии наук, Новосибирская область
183. 25 сентября 1999 года, № 1261 — Аржакин, Анатолий Николаевич — главный сварщик акционерного общества «Пермский моторный завод» акционерного общества «Пермские моторы», Пермская область
184. 25 сентября 1999 года, № 1261 — Завалишин, Юрий Кузьмич — генеральный директор государственного предприятия "Электромеханический завод «Авангард», Нижегородская область
185. 25 сентября 1999 года, № 1261 — Николаев, Валерий Иванович — заместитель директора по научной работе государственного предприятия «Воронежский научно-исследовательский институт связи»
186. 25 сентября 1999 года, № 1261 — Потёмкин, Эдуард Константинович — председатель совета директоров акционерного общества «Всероссийский научно-исследовательский институт транспортного машиностроения», город Санкт-Петербург
187. 25 сентября 1999 года, № 1261 — Тимофеенко, Арсений Иванович — ведущий научный сотрудник Московского научно-исследовательского института приборной автоматики, город Москва
188. 25 сентября 1999 года, № 1261 — Томашов, Юрий Васильевич — начальник, генеральный конструктор центрального конструкторского бюро «Трансмаш», Свердловская область
189. 25 сентября 1999 года, № 1261 — Цыканов, Владимир Андреевич — первый заместитель директора по научной работе Государственного научного центра Российской Федерации — Научно-исследовательского института атомных реакторов, Ульяновская область
190. 25 сентября 1999 года, № 1261 — Черневский, Леонид Викторович — генеральный директор акционерного общества «ВНИПП», город Москва
191. 25 сентября 1999 года, № 1262 — Иванов, Алексей Михайлович — бригадир слесарей-монтажников судовых государственного предприятия "Производственное объединение «Северное машиностроительное предприятие», Архангельская область
192. 25 сентября 1999 года, № 1262 — Тищенко, Иван Алексеевич — бригадир сборщиков корпусов судов государственного предприятия "Производственное объединение «Северное машиностроительное предприятие», Архангельская область
193. 25 сентября 1999 года, № 1263 — Гриценко, Евгений Александрович — генеральный директор, генеральный конструктор акционерного общества «Самарский научно-технический комплекс имени Н. Д. Кузнецова», Самарская область
194. 25 сентября 1999 года, № 1263 — Колчеманов, Николай Александрович — директор Всероссийского научно-исследовательского института природных, синтетических алмазов и инструмента, город Москва
195. 25 сентября 1999 года, № 1263 — Кондратьев, Вадим Ильич — директор государственного предприятия «Научно-исследовательский институт прикладной акустики», Московская область
196. 25 сентября 1999 года, № 1263 — Назаров, Борис Анатольевич — слесарь-ремонтник общества «Автозавод» акционерного общества «Велта», Пермская область
197. 25 сентября 1999 года, № 1263 — Чугуевский, Василий Сергеевич — генеральный директор государственного предприятия «Ижевский механический завод», Удмуртская Республика
198. 25 сентября 1999 года, № 1264 — Заболотний, Виталий Дмитриевич — председатель акционерного общества «Заречье» Бутурлиновского района Воронежской области
199. 25 сентября 1999 года, № 1264 — Мурашов, Владимир Фёдорович — директор акционерного общества "Птицефабрика «Челябинская» Еткульского района Челябинской области
200. 25 сентября 1999 года, № 1264 — Пауков, Владимир Семёнович — генеральный директор Московской областной ассоциации производителей этилового спирта, ликероводочной и безалкогольной продукции «Единство»
201. 25 сентября 1999 года, № 1264 — Скичко, Николай Данилович — директор государственного Щелковского биокомбината, Московская область
202. 25 сентября 1999 года, № 1264 — Созданов, Пётр Георгиевич — генеральный директор акционерного общества фирмы «Сочимолоко», Краснодарский край
203. 25 сентября 1999 года, № 1282 — Нестеров, Виктор Иванович — генеральный директор акционерного общества "Трест «Севэнергострой», город Санкт-Петербург
204. 25 сентября 1999 года, № 1284 — митрополит Солнечногорский Сергий (Фомин Виталий Павлович) — управляющий делами Московской патриархии, постоянный член Священного синода Русской православной церкви
205. 30 сентября 1999 года, № 1322 — Казначеев, Влаиль Петрович — заместитель директора государственного учреждения «Научный центр клинической и экспериментальной медицины», директор Научно-исследовательского института общей патологии и экологии человека Сибирского отделения Российской академии медицинских наук, город Новосибирск
206. 30 сентября 1999 года, № 1322 — Кутепов, Алексей Митрофанович — академик Российской академии наук, заместитель академика-секретаря Отделения физикохимии и технологии неорганических материалов Российской академии наук, город Москва
207. 30 сентября 1999 года, № 1322 — Черов, Иван Данилович — заместитель Председателя Палаты Республики Государственного собрания (Ил Тумэн) Республики Саха (Якутия)
208. 2 октября 1999 года, № 1331 — Турмов, Геннадий Петрович — ректор Дальневосточного государственного технического университета, Приморский край
209. 5 октября 1999 года, № 1340 — Фрейндлих, Бруно Артурович — артист Российского государственного академического театра драмы имени А. С. Пушкина (Александринского театра), город Санкт-Петербург
210. 16 октября 1999 года, № 1384 — Андин, Иван Семёнович — директор государственного предприятия "Птицефабрика «Октябрьская» Лямбирского района Республики Мордовия
211. 16 октября 1999 года, № 1384 — Кадиев, Кади Кадиевич — чабан общества племзавода сельхозпредприятия «Нива» Арзгирского района Ставропольского края
212. 16 октября 1999 года, № 1384 — Мормоль, Михаил Давыдович — председатель правления сельскохозяйственной артели (колхоза) «Родина» Константиновского района Амурской области
213. 18 октября 1999 года, № 1398 — Шабанов, Иван Михайлович — глава администрации Воронежской области
214. 20 октября 1999 года, № 1400 — Грайфер, Валерий Исаакович — генеральный директор акционерного общества «Российская инновационная топливно-энергетическая компания», Ханты-Мансийский автономный округ
215. 20 октября 1999 года, № 1400 — Фёдоров, Николай Семёнович — генеральный директор представительства Российского акционерного общества «ЕЭС России» по управлению акционерными обществами Уральской части России «Уралэнерго», Свердловская область
216. 20 октября 1999 года, № 1401 — Паничев, Николай Александрович — президент акционерного общества "Компания «Росстанкоинструмент», город Москва
217. 20 октября 1999 года, № 1401 — Солодовников, Василий Григорьевич — член-корреспондент Российской академии наук, главный научный сотрудник Института Африки, город Москва
218. 20 октября 1999 года, № 1403 — Ваинмаер, Егор Егорович — президент акционерного общества «Агрегатный завод», Калужская область
219. 20 октября 1999 года, № 1403 — Полещук, Евгений Григорьевич — генеральный директор акционерного общества «Сибаэродромдорстрой», Новосибирская область
220. 25 октября 1999 года, № 1433 — Воробьёв, Иван Павлович — начальник Южно-Уральской железной дороги, Челябинская область
221. 25 октября 1999 года, № 1434 — Павлов, Виктор Павлович — артист Государственного академического Малого театра России, город Москва
222. 25 октября 1999 года, № 1434 — Соломин, Виталий Мефодьевич — артист Государственного академического Малого театра России, город Москва
223. 26 октября 1999 года, № 1443 — Комиссар, Михаил Витальевич — генеральный директор информационного агентства «Интерфакс»
224. 26 октября 1999 года, № 1445 — Бородастов, Василий Григорьевич — наладчик холодноштамповочного оборудования акционерного Московского общества «Завод имени И. А. Лихачева» (АМО ЗИЛ)
225. 26 октября 1999 года, № 1445 — Машин, Михаил Алексеевич — начальник цеха акционерного Московского общества «Завод имени И. А. Лихачева» (АМО ЗИЛ)
226. 26 октября 1999 года, № 1445 — Филипенкова, Раиса Александровна — старший мастер акционерного Московского общества «Завод имени И. А. Лихачева» (АМО ЗИЛ)
227. 29 октября 1999 года, № 1460 — Засурский, Ясен Николаевич — декан факультета журналистики Московского государственного университета имени М. В. Ломоносова
228. 4 ноября 1999 года, № 1476 — Евстафьев, Яков Лазаревич — сборщик корпусов металлических судов государственного предприятия «Адмиралтейские верфи», город Санкт-Петербург
229. 12 ноября 1999 года, № 1489 — Фархутдинов, Игорь Павлович — губернатор Сахалинской области
230. 12 ноября 1999 года, № 1490 — Джаримов, Аслан Алиевич — Президент Республики Адыгея
231. 13 ноября 1999 года, № 1504 — Кузьмина, Вера Кузьминична — артистка Чувашского государственного академического драматического театра имени К. В. Иванова
232. 13 ноября 1999 года, № 1505 — Польских, Галина Александровна — артистка Государственного театра киноактёра, город Москва
233. 20 ноября 1999 года, № 1538 — Давыдов, Юрий Владимирович — писатель, город Москва
234. 22 ноября 1999 года, № 1557 — Бенцианов, Бенциан Ноевич (Бен Николаевич) — художественный руководитель эстрады Государственного концертно-филармонического учреждения «Петербург-концерт», город Санкт-Петербург
235. 22 ноября 1999 года, № 1557 — Пьявко, Владислав Иванович — вице-президент Международного союза музыкальных деятелей, город Москва
236. 22 ноября 1999 года, № 1560 — Авдеев, Александр Алексеевич — первый заместитель министра иностранных дел Российской Федерации
237. 22 ноября 1999 года, № 1560 — Майорский, Борис Григорьевич — посол по особым поручениям
238. 22 ноября 1999 года, № 1562 — Каперский, Юрий Николаевич — генеральный директор акционерного общества «Символ», Владимирская область
239. 22 ноября 1999 года, № 1562 — Ковалёв, Владимир Андреевич — президент акционерного общества «Ассоциация делового сотрудничества», Ярославская область
240. 22 ноября 1999 года, № 1563 — Батенин, Вячеслав Михайлович — член-корреспондент, генеральный директор Объединённого института высоких температур Российской академии наук, город Москва
241. 22 ноября 1999 года, № 1563 — Беляев, Спартак Тимофеевич — академик, директор Института общей и ядерной физики Российского научного центра «Курчатовский институт», город Москва
242. 22 ноября 1999 года, № 1563 — Климов, Дмитрий Михайлович — академик, директор Института проблем механики Российской академии наук, город Москва
243. 22 ноября 1999 года, № 1563 — Стёпин, Вячеслав Семёнович — академик, директор Института философии Российской академии наук, город Москва
244. 22 ноября 1999 года, № 1563 — Тартаковский, Владимир Александрович — академик, директор Института органической химии имени Н. Д. Зелинского Российской академии наук, город Москва
245. 22 ноября 1999 года, № 1563 — Цветков, Юрий Дмитриевич — академик, директор Института химической кинетики и горения Сибирского отделения Российской академии наук, Новосибирская область
246. 29 ноября 1999 года, № 1582 — Муратшин, Геннадий Михайлович — генеральный директор акционерного общества "Научно-производственное предприятие «Старт», город Екатеринбург
247. 29 ноября 1999 года, № 1582 — Уфимцев, Анатолий Николаевич — слесарь механосборочных работ акционерного общества "Научно-производственное предприятие «Старт», город Екатеринбург
248. 6 декабря 1999 года, № 1602 — Абуков, Алексей Хуршудович — советник председателя Российского совета Российского физкультурно-спортивного общества «Спартак»
249. 6 декабря 1999 года, № 1602 — Парамонов, Алексей Александрович — советник президента Российского футбольного союза
250. 6 декабря 1999 года, № 1602 — Середина, Антонина Александровна — председатель совета ветеранов Московского городского физкультурно-спортивного общества «Спартак»
251. 6 декабря 1999 года, № 1604 — Микоша, Владислав Владиславович — кинорежиссёр-кинооператор, консультант Российской киновидеостудии хроникально-документальных и учебных фильмов, город Москва
252. 6 декабря 1999 года, № 1606 — Заздравных, Иван Гаврилович — председатель Белгородского областного суда
253. 6 декабря 1999 года, № 1606 — Королёв, Борис Алексеевич — профессор Нижегородской государственной медицинской академии
254. 8 декабря 1999 года, № 1615 — Евдокимов, Юрий Алексеевич — губернатор Мурманской области
255. 22 декабря 1999 года, № 1681 — Игнатова, Анна Яковлевна — президент акционерного общества "Фирма «Дон-Текс», Ростовская область
256. 22 декабря 1999 года, № 1681 — Козлов, Николай Фёдорович — первый вице-президент нефтяной акционерной компании «ОНАКО», Оренбургская область
257. 22 декабря 1999 года, № 1681 — Левин, Владимир Константинович — научный руководитель научно-исследовательского института «Квант», город Москва
258. 22 декабря 1999 года, № 1681 — Соколовский, Геннадий Александрович — генеральный конструктор, руководитель Государственного машиностроительного конструкторского бюро «Вымпел», город Москва
259. 22 декабря 1999 года, № 1688 — Мальцев, Евгений Демьянович — художник, председатель координационного совета творческих союзов Санкт-Петербурга
260. 22 декабря 1999 года, № 1699 — Рощевский, Михаил Павлович — академик, председатель президиума Коми научного центра Уральского отделения Российской академии наук
261. 22 декабря 1999 года, № 1699 — Сергеев, Алексей Георгиевич — ректор Владимирского государственного университета
262. 22 декабря 1999 года, № 1700 — Валиев, Камиль Ахметович — академик, директор Физико-технологического института Российской академии наук, город Москва
263. 22 декабря 1999 года, № 1700 — Моисеенко, Валентин Григорьевич — академик, первый заместитель председателя президиума Дальневосточного отделения Российской академии наук, Амурская область
264. 27 декабря 1999 года, № 1706 — митрополит Ставропольский и Владикавказский Гедеон (Докукин Александр Николаевич)
265. 27 декабря 1999 года, № 1713 — Перельман, Михаил Израйлевич — академик Российской академии медицинских наук, директор Научно-исследовательского института фтизиопульмонологии Московской медицинской академии имени И. М. Сеченова
266. 27 декабря 1999 года, № 1715 — Ерёмин, Александр Фёдорович — генеральный директор акционерного общества «Знамя», Кемеровская область
267. 27 декабря 1999 года, № 1715 — Новиков, Валерий Константинович — руководитель, генеральный конструктор Экспериментального машиностроительного завода имени В. М. Мясищева, Московская область
268. 27 декабря 1999 года, № 1715 — Трифонов, Владимир Сергеевич — председатель совета директоров акционерного общества «БЕЦЕМА», Московская область
269. 27 декабря 1999 года, № 1716 — Егорычев, Валерий Владимирович — начальник Управления автомобильных дорог Воронежской области
270. 27 декабря 1999 года, № 1716 — Фомичёв, Сергей Миронович — генеральный директор акционерного общества «Телекоммуникационные сети связи Удмуртской Республики»
271. 27 декабря 1999 года, № 1718 — Микоян, Вано Анастасович — заместитель главного конструктора государственного унитарного предприятия "Российская самолётостроительная корпорация «МиГ», город Москва
272. 27 декабря 1999 года, № 1718 — Поповкин, Николай Александрович — заместитель главного конструктора государственного унитарного предприятия "Российская самолётостроительная корпорация «МиГ», город Москва
273. 30 декабря 1999 года, № 1729 — Дёмин, Виктор Петрович — декан факультета Московского государственного авиационного института (технического университета)
274. 30 декабря 1999 года, № 1771 — Соловьёва, Лидия Ивановна — генеральный директор акционерного общества "Агропромышленная компания «Константиново» Раменского района Московской области